# Réforme Ryan
La Réforme Ryan est un ensemble de réformes structurelles du début des années 1990 qui visèrent à transférer certains pouvoirs et responsabilités de l'État québécois aux municipalités locales et aux structures supra-municipales du Québec, au Canada.  Ce processus de décentralisation, dirigé par Claude Ryan, ministre des Affaires municipales de l'époque, affecte de nombreuses sphères compétences municipales tels que la voirie, le transport en commun et la sécurité publique. Cette réforme est appuyée par la loi 145 sur le financement des municipalités,,,.

## Historique

### Prémisses

#### Hausse des taxes scolaires
En 1980 le gouvernement Lévesque réforme le modèle de financement des municipalités en attribuant l'intégralité des recettes issues des impôts fonciers aux municipalités. La Fédération des commissions scolaires demande à la fin des années 1980 d'accéder à cette ressource pour diversifier son financement, demande fermement rejetée par l'Union des municipalités du Québec (UMQ) et l'Union des municipalités régionales de comté du Québec (UMRCQ) qui demandent conjointement le maintien de l'accord de 1980.
Le gouvernement du Québec autorise cependant en mars 1990 une hausse des impôts fonciers pour le financement des commissions scolaires ce qui est contesté par l'UMQ qui partage l'assiette fiscale foncière avec les commissions scolaires.

#### Nomination de Claude Ryan
Le gouvernement Bourassa est remanié le 5 octobre 1990 et Claude Ryan est nommé ministre des Affaires municipales, quittant son portefeuille de l'Éducation et de l'Enseignement supérieur et de la Science. Sa nomination est applaudie par le maire de Montréal Jean Doré, l'UMQ et l'UMRCQ. Claude Ryan est par ailleurs nommé président du comité ministériel sur la révision du partage des responsabilités Québec-municipalités.

### Annonce du nouveau partage (décembre 1990)
Le 14 décembre 1990 le gouvernement publie sa politique sous le nom : « Partage des responsabilités Québec-municipalités : vers un nouvel équilibre ». Le documents présente notamment 3 changements majeurs qui retiennent l'attention du public:
- La tarification des services policiers fournis par la Sûreté du Québec ;
- Le transfert de la responsabilité de la voirie locale aux municipalités ;
- L'arrêt des subventions aux opérations des services de transports en commun.

Selon le document du gouvernement le transfert de responsabilité aux municipalités équivaut à 477,5 millions de dollars par an mais le gouvernement leur ouvrirait alors un champ de 545,7 millions de recettes fiscales potentielles.

#### Amendements au projet (mai 1991)
Le 14 mai 1991 le ministre Claude Ryan fait une déclaration ministérielle à l'Assemblée nationale pour présenter des ajustements au document du 14 décembre. Le total des ajustements est chiffrés à 177,8 millions de dollars, en ouvrant un champ fiscal de 100 millions de recettes additionnelles aux municipalités et 77,8 millions assumés directement par le gouvernement du Québec. Au plan des recettes additionnelles, le ministre annonce notamment l'imposition d'une contribution annuelle de 30 $ pour l'immatriculation des véhicules dédiée au financement des services de transports en commun dans les régions qui en sont dotées,.

#### Adoption du projet de loi
Le lendemain le ministre Ryan dépose à l'Assemblée nationale le projet de loi 145 appelé Loi modifiant diverses dispositions législatives concernant les finances municipales. Le principe du projet de loi est adopté le 3 juin et il est ensuite examiné en commission de l'aménagement et des équipements à la mi-juin. Le projet de loi est adopté le 20 juin et sanctionné le jour même.

### Textes législatifs
- Loi modifiant diverses dispositions législatives concernant les finances municipales, LQ 1991, c. 32  (lire en ligne, consulté le 5 mai 2024)